# Victor Huel
Pour les articles homonymes, voir Huel.
Jean Nicolas Victor Huel, né à Nancy le 24 juin 1844 et mort dans cette même ville le 19 août 1923, est un sculpteur français.
On le nomme Victor Huel père pour le distinguer de son fils et élève, Victor Huel fils (mort en 1953), qui fut longtemps son assistant et qui reprit l'atelier paternel après la Première Guerre mondiale.

## Biographie
Victor Huel voit le jour au no  16 de la rue Saint-Pierre (actuellement rue de Guise) à Nancy. Fils d'un tailleur d'habits par ailleurs sacristain de l'ancienne église Saint-Epvre, Victor Huel manifesta très tôt de l'intérêt pour l'art sacré et particulièrement pour la sculpture. Afin d'apprendre cet art, il entra en 1859 dans l'atelier de Jean-Pierre Paulus. Il fut également l'élève d'un autre sculpteur nancéien, Giorné Viard.
En 1900, son atelier se situait, depuis près d'un quart de siècle, dans la rue Bergnier. Spécialisé dans la statuaire religieuse, il restaurait également des objets d'art et réalisait des ouvrages de sculpture décorative ainsi que des portraits en buste ou en médaillon.
Après 1916, Huel prit sa retraite de statuaire et confia son atelier à son fils, qui travaillait avec lui depuis plusieurs années.
Victor Huel est enterré au cimetière de Préville. Son nom a été donné à l'ancienne allée Chopin, une impasse située derrière cette nécropole.

## Œuvres

### Victor Huel père
Réalisations de Huel père, seul puis en collaboration avec Huel fils. Sauf mention contraire, il s'agit de statues en ronde-bosse.
| Sujet | Lieu                                                               | Technique, divers                                                                                                | Année           | Images |
| --- | ------------------------------------------------------------------ | --- | --------------- | ------ |
| Le maréchal Duroc | Pont-à-Mousson                                                     | Projet de statue (en collaboration avec Lemud) non réalisé                                                       | 1864            |        |
| Saint Joseph | Nancy, cathédrale                                                  | Plâtre, 2,15 m                                                                                                   | 1872            |        |
| Saint Éleuthère | La Malgrange                                                       | Bois, 1,30 m | 1879            |        |
| La Prière | Nancy, cimetière de Préville                                       | Marbre, 1,30 m                                                                                                   | 1880            |        |
| Sainte Marguerite | Landange                                                           | Bois, 1,30 m | 1881            |        |
| | Nancy, chapelle Saint-Léopold                                      | 14 statues et bas-reliefs                                                                                        | 1881            |        |
| Ange (Ancien Testament)                                                                                               | Nancy, église Notre-Dame-de-Bonsecours (confessionnaux)            | (en collaboration avec Vallin)                                                                                   | 1883            |        |
| Ange (Nouveau Testament)                                                                                              | Nancy, église Notre-Dame-de-Bonsecours (confessionnaux)            | (en collaboration avec Vallin)                                                                                   | 1883            |        |
| Saint Sébastien | Nancy, église Saint-Sébastien (façade)                             | Pierre, 3,50 m                                                                                                   | 1884            |        |
| Léopold Ier de Lorraine                                                                                               | Nancy, église Saint-Sébastien (façade)                             | Pierre, 3,50 m                                                                                                   | 1884            |        |
| L'Immaculée Conception                                                                                                | Nancy, église Saint-Sébastien                                      | Marbre, 1,25 m                                                                                                   | 1885            |        |
| Saint Fiacre, Saint Vincent                                                                                           | Nancy, église Saint-Fiacre                                         | Stuc, 1,35 m | 1885            |        |
| Sacré-Cœur, Vierge | Lunéville, église Saint-Jacques                                    | Marbre, 2 m | 1887            |        |
| Sacré-Cœur | Nancy, église Saint-Sébastien                                      | Marbre, 1,25 m                                                                                                   | 1888            |        |
| Anges adorateurs (deux)                                                                                               | Vézelise                                                           | Marbre, 1,10 m                                                                                                   | 1888            |        |
| Saint Nicolas |                                                                    | Bois, copie de la statue du trumeau de la basilique de Saint-Nicolas-de-Port                                     | 1889            |        |
| Chemin de croix XVe siècle                                                                                            | Villacourt                                                         | Pierre | 1892            |        |
| Saint Joseph | Nancy, église Saint-Joseph                                         | | 1892            |        |
| Tombeau de Simon Moycet                                                                                               | Saint-Nicolas-de-Port, basilique                                   | Pierre | 1893            |        |
| Saint Martin | Benney, église                                                     | Pierre, 1,40 m                                                                                                   | 1893            |        |
| Le maréchal de Bassompierre                                                                                           | Haroué, place Bassompierre                                         | Buste, pierre (piédestal de Vallin) (maquette au Musée lorrain)(réduction du buste offerte à la mairie d'Haroué) | 1897            |        |
| Le maréchal de Beauvau                                                                                                | Haroué, cour d'honneur du château                                  | Buste, pierre (piédestal de Vallin)                                                                              | 1897            |        |
| Le prince Charles de Beauvau                                                                                          | Haroué, cimetière                                                  | Médaillon, bronze (d'après un tableau d'Hébert)                                                                  | 1897            |        |
| Vierge | Nancy, presbytère de l'église Saint-Mansuy (niche d'angle)         | Pierre | 1899 (ou avant) |        |
| Anges musiciens | Nancy, église Saint-Léon (stalles du chœur)                        | Bois, (en collaboration avec Vallin)                                                                             | 1899 (ou avant) |        |
| Saint Nicolas | Affracourt, église                                                 | Plâtre, copie de la statue du trumeau de la basilique de Saint-Nicolas-de-Port                                   | 1900            |        |
| Évangélistes, anges, vertus théologales, Saint Stanislas, Saint Pierre Fourier, Sainte Philomène, Augustin Schoeffler | Nancy, église Saint-Pierre (cuve et abat-voix de la chaire)        | Bois de chêne | 1900            |        |
| Saint Antoine de Padoue                                                                                               | Nancy, cure d'air Saint-Antoine (pavillon central)                 | Pierre blanche, 3 m                                                                                              | 1901            |        |
| Le baptême du Christ                                                                                                  | Laxou, église                                                      | Haut-relief, pierre blanche                                                                                      | 1903            |        |
| Saint Pierre Fourier                                                                                                  | Mattaincourt                                                       | (en collaboration avec Arthur Pierron)                                                                           | 1904 (ou avant) |        |
| L'abbé Eugène Noël | Nancy, église Saint-Léon (tombeau de l'abbé Noël)                  | Médaillon, bronze                                                                                                | 1905 (ou avant) |        |
| Anges portant des phylactères et d'autres emblèmes                                                                    | Nancy, basilique du Sacré-Cœur (chapiteaux historiés des colonnes) | | 1906            |        |
| Anges musiciens | Nancy, basilique du Sacré-Cœur (sous la tribune de l'orgue)        | | 1907 (ou avant) |        |
| Saint Joseph | Nancy, basilique du Sacré-Cœur (autel d'une absidiole)             | Pierre de Lorraine                                                                                               | 1908 (ou avant) |        |
| Saint Basle | Dombasle-sur-Meurthe, église Saint-Basle (portail)                 | Pierre | 1908 (ou avant) |        |
| Jeanne d'Arc | Nancy, basilique Saint-Epvre                                       | | 1909            |        |
| | Nancy, église Saint-Joseph (contreforts de la tour)                | (en collaboration avec Wolff)                                                                                    | 1914            |        |
| | Saint-Nicolas-de-Port, basilique (maître-autel)                    | Projet | 1916 (avant)    |        |
| Saint Nicolas | Dieulouard, église                                                 | Pierre | 1916            |        |

### Avec Victor Huel fils

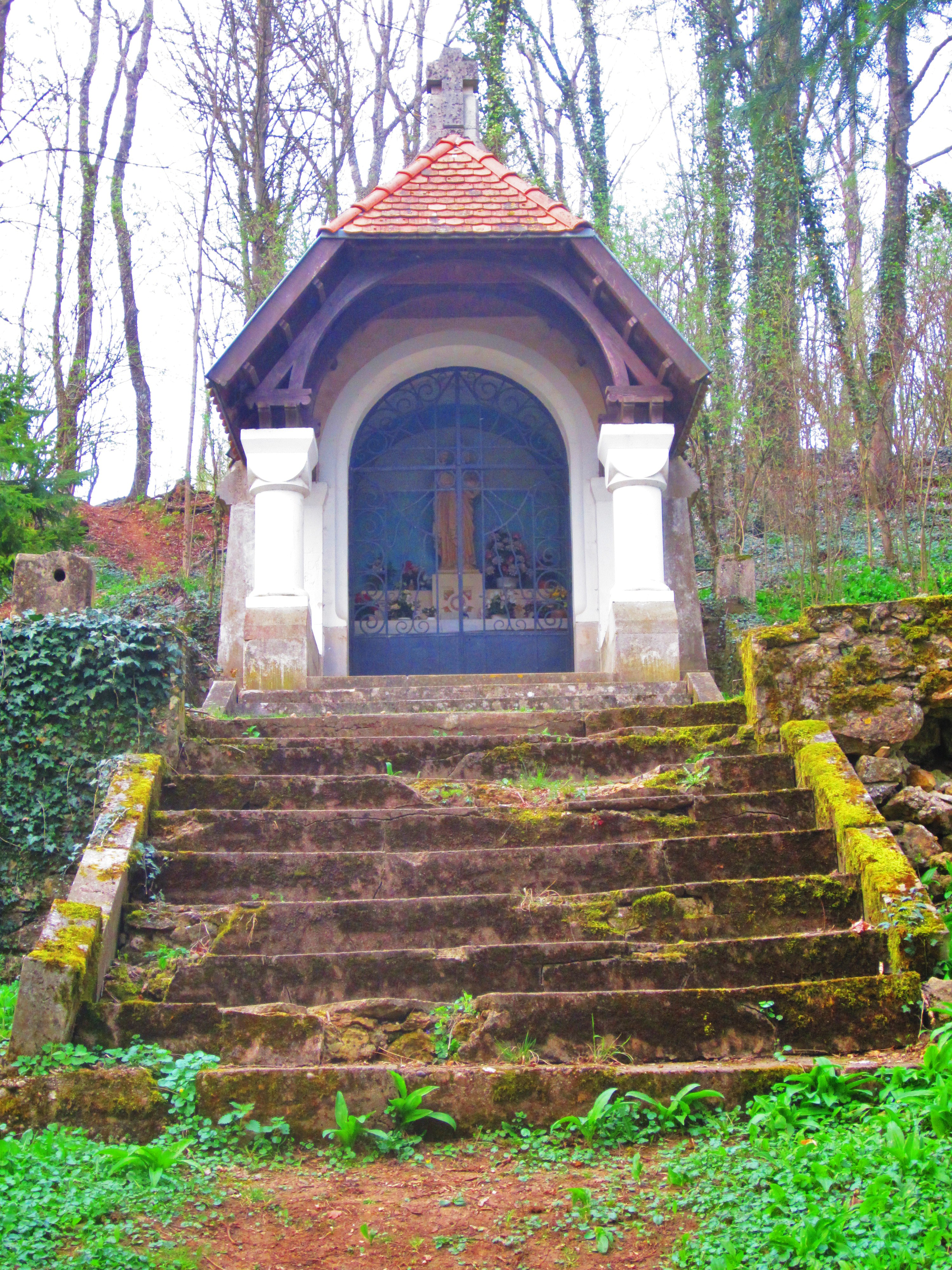
Madone (1926), Bouxières-sous-Froidmont, chapelle du Froidmont.

- Charles-Juste de Beauvau, huile sur toile, peinte pour le comte Ferri de Ludre, vers 1900[26].
- Buste d’Émile Badel, exposé au Salon de Nancy en 1910[27].
- Statue en pierre blanche de poilu en garde, face ouest du monument des roches de Scarpone à Dieulouard inauguré le 11 novembre 1921[28].
- Médaillon en haut-relief du tombeau du chanoine Henri Blaise (architecte : Criqui ; marbrier : Étienne), marbre blanc, basilique du Sacré-Cœur de Nancy, 1922[29].
- Monument aux morts (architecte : Criqui), église de Dombasle-sur-Meurthe, avant 1922[30].
- Poilu mourant et ange du monument aux morts de Forcelles-sous-Gugney (architecte : Jules Criqui), inauguré le 28 mai 1922[31].
- Chemin de croix et statue de Sainte Odile, mont Sainte-Odile, commandés en 1922[32].
- Statue colossale (2,20 m) de Jeanne d'Arc, pierre de taille, portail de l'église Sainte-Jeanne-d'Arc de Lunéville, commandée en 1921[33] et inaugurée le 15 août 1922[34].
- Statue de Saint Antoine de Padoue, pierre blanche, église Sainte-Jeanne-d'Arc de Lunéville, 1923[2].
- Statues de la Vierge et de Saint Nicolas, église de Hoéville, vers 1923[2].
- Poilu mourant du monument aux morts de l'église Saint-Fiacre de Nancy (architecte : Criqui ; marbrier : Étienne ; bas-relief : Pierson de Vaucouleurs), faubourg des Trois-Maisons, Nancy, 1923[35].
- Statue de Saint Donat, chapelle de secours des cités ouvrières « du Maroc », Dombasle-sur-Meurthe, ébauchée en 1923[2].
- Statues en pierre de Sainte Anne, Saint Sigisbert de Metz, Saint Yves de Bretagne et d'Augustin Schoeffler, basilique Notre-Dame-de-Lourdes de Nancy, en cours de réalisation en 1923[2].
- Les Gueux de Callot, terre cuite, exposée en 1924[36].
- Statue de Sainte Odile, église Sainte-Jeanne-d'Arc de Lunéville, en cours de réalisation en 1924[37].
- Bas-relief représentant l'Adoration des mages et des bergers, portail de l'église Saint-Joseph de Nancy, inauguré le 19 mars 1925[38].
- Médaillon en haut-relief du monument à Émile Loevenbruck, nouvelle église de Bruley, 1925[39].
- Zodiaque en haut-relief, voûtes de basilique Notre-Dame-de-Lourdes de Nancy, 1925[40].
- Médaillon en pierre du tombeau du sculpteur Wolff, cimetière de Préville, 1925[41].
- Statues pour le portail de l'église Saint-Pierre de Nancy, en projet en 1925[42].
- Tympan de l'église Saint-Rémy du Grand-Ban de Vittel, 1926[43].
- Madone de la chapelle de pèlerinage du Froidmont (architecte : Criqui), Bouxières-sous-Froidmont, 1926[44].
- Tympan du clocher de la nouvelle église de Bruley, 1926[44].
- Tympan à cinq personnages du portail principal de la basilique du Sacré-Cœur de Nancy (d'après les dessins de Criqui), inauguré le 31 octobre 1926[45].
- Médaillon en marbre blanc de la stèle du chanoine Hyacinthe Grand'eury, église Saint-Basle de Dombasle-sur-Meurthe, après 1926[46].
- Chapiteaux historiés (sur la vie de la Vierge) de la basilique Notre-Dame-de-Lourdes de Nancy (architecte : Criqui), en projet en 1923[2], réalisés après 1928[47].
- Symboles des quatre évangélistes, pinacles du clocher de l'église Saint-Antoine de Neuves-Maisons, avant 1931[48].
- Statue colossale (3,70 m) en pierre de Saint Antoine de Padoue, église Saint-Antoine de Neuves-Maisons, 1931[48].